# سيركان أوزديمير
سيركان أوزديمير (بالتركية: Serkan Özdemir)‏ هو لاعب كرة قدم تركي في مركز الوسط، ولد في 14 مايو 1976 في إسطنبول في تركيا. لعب مع إسكيشهرسبور وتشايكور ريزه سبور وسامسون سبور.

## وصلات خارجية
- سيركان أوزديمير على موقع اتحاد تركيا (لاعب) (الإنجليزية)
- سيركان أوزديمير على موقع قاعدة بيانات كرة القدم.إي يو (الإنجليزية)